# Sonja Katzin

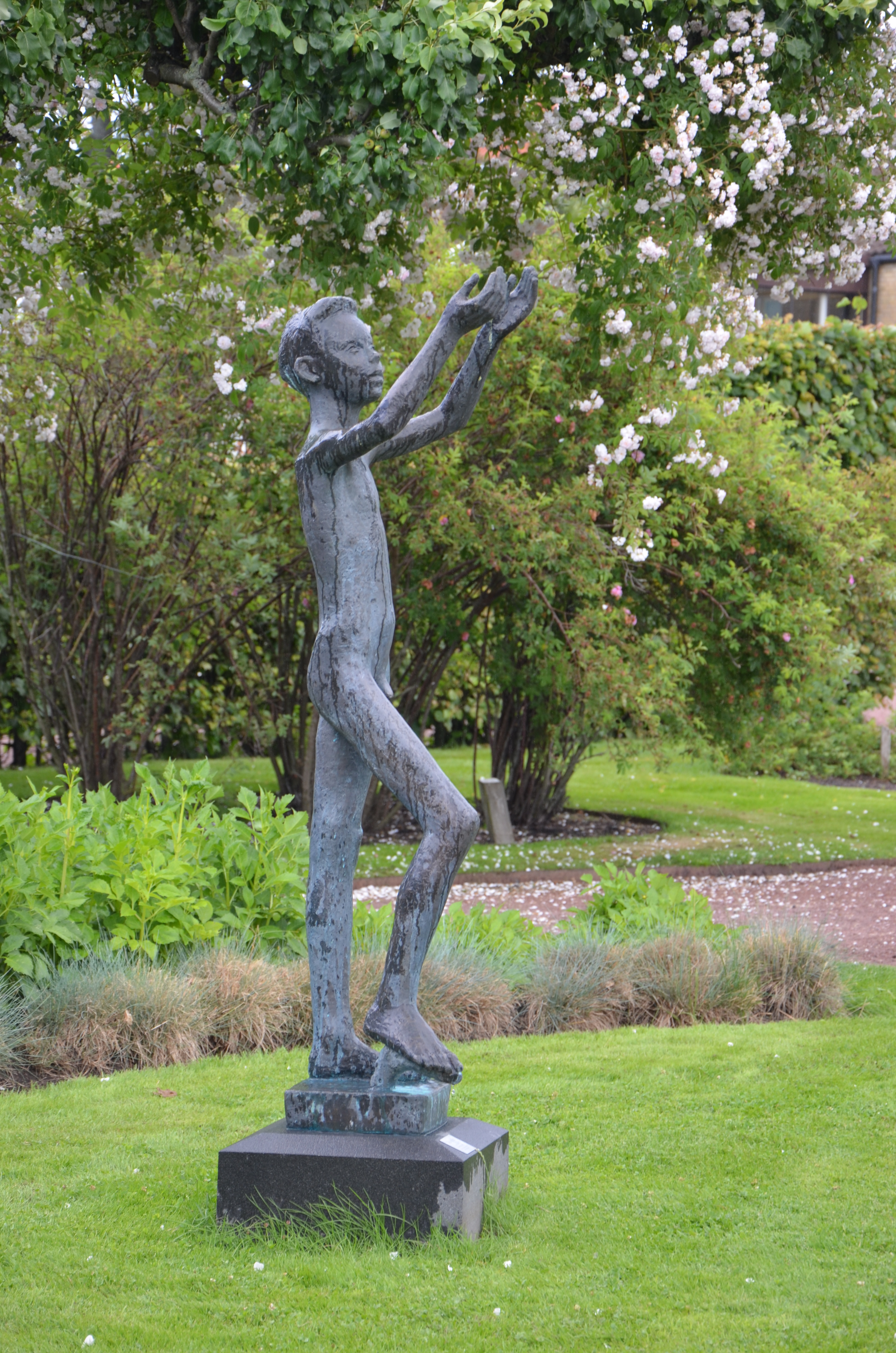
Skulpturen Solfångaren på Rosenlunds Rosarium invid Rosenlunds herrgård i Jönköping.

Sonja Katzin, född 19 maj 1919 i Örebro, död 11 augusti 2014 i Stockholm, var en svensk skulptör och formgivare. 
Sonja Katzin var dotter till grosshandlaren Josef Katzin och Selma Marcus. Hon studerade vid Tekniska skolan 1937–1944 och för Lena Börjeson 1945–1946 samt vid Konstakademien 1947–1952. Under studietiden vid Konstakademien medverkade hon i en tävling för att skapa en fontän för torget i Bengtsfors och under 1956 utsågs hennes bidrag som det främsta. Hon deltog i Konstakademiens elevutställningar, HSB-utställningen 1953, vårutställningen på Liljevalchs konsthall 1954, utställningen Skulptur i natur i Båstad 1955, Galleri Brinken samt samlingsutställningen på Svensk-franska konstgalleriet. Tillsammans med skulptören Zenia Marcinkowska-Larsson hade hon en separatutställning i Rålambshof 1952.
Hennes skulpturer är ofta monumentala i abstrakta former. För Nilsjohan formgav hon matbesticken Soraya och Sessan. För restaurang Österport i Stockholm skapades dekorationen Stekta sparvar i brons 1950.
Bland hennes offentliga utsmyckningar märks fontänskulpturer i Bengtsfors och Södertälje, skulptur i Nibbleskolan Jakobsberg, Vendelsbergs folkhögskola i Göteborg, Skulptur, inköpt till L. M. Ericsson 1999, Östergötlands landsting, Stockholms landsting, Uppenbarelsekyrkan i Hägersten, staty i Jönköping på Rosenlunds Rosarium invid Rosenlunds herrgård, Saxenborgs folkhögskola, folkets hus i Katrineholm, Judiska pensionärshemmet i Stockholm, Örebro folkhögskola och Judiska församlingen i Riga i Lettland. På bygdegården Anna Whitlock finns ett område under namnet Katzingården, där flera av Katzins skulpturer visas. Studieförbundet Vuxenskolan äger en av dem, tre av dem är deponerade från Bygdegårdarnas riksförbund. På gården finns skulpturerna Aurora, Svarta Sara och Lots hustru.
Hon har tilldelats Stockholms Stads stipendium, Akademins konstnärsstipendium samt ett hedersomnämnande i teckningstävlan i Barcelona. Hon är representerad på Örebro läns museum, Tel Avivs museum i Israel, Bymuseet i Oslo samt Moderna Museet, Nordiska museet och Judiska Museet i Stockholm.
Katzin avled i augusti 2014.